# Epifora (jezik)
Epifora je glasovna figura ponavljanja riječi na kraju stihova.

## Primjeri epifore kao jezične figure
- Stanko Vraz, „Gazele”

Ždral putuje k toplom jugu - u jeseni,

A meni je put sjevera - u jeseni.

Pastijer čuva po planini krotka stada,

Pa se pojuć vraća kući - u jeseni.

Vrtlar kupi plod svog znoja, zlatne breskve

I jabukâ rumen-voće - u jeseni.

Što se ljeti trudio mnogo oko njega,

Vinogradnik bere grožđe - u jeseni.

Tako svatko kupi, bere i uživa

U veselju plod svojih muka - u jeseni.

A što, Stanko, plod je brigâ, mukâ tvojih?

Gorko voće - bol i suze - u jeseni.
- Ivan Mažuranić, „Smrt Smail-age Čengića”

Djedi vaši rodiše se tudijer,

Oci vaši rodiše se tudije,

I vi isti rodiste se tudijer
- Jure Kaštelan

Čujem u snu

Sanjam u snu

Vidim u snu...